# Grzegorz Bednarski
Grzegorz Bednarski (ur. 1954 w Bydgoszczy) – malarz związany z nurtem tzw. figuracji krakowskiej, rysownik, grafik, profesor Akademii Sztuk Pięknych w Krakowie.

## Biografia
W latach 1975–1980 studiował na Wydziale Malarstwa Akademii Sztuk Pięknych w Krakowie. Dyplom przygotował od kierunkiem prof. Jana Szancenbacha. Od razu po zakończeniu studiów rozpoczął pracę pedagogiczną na macierzystej uczelni. W 1995 roku objął pracownię rysunku na Wydziale Malarstwa. Od 1998 roku kieruje pracownią malarstwa. W latach 1981–1989 był aktywnym uczestnikiem ruchu kultury niezależnej. W swoich pracach podejmował tematykę egzystencjalno-metafizyczną. Jego dzieła z tamtego okresu były wielkoformatowe, dynamiczne i ekspresyjne.
Maluje portrety, sceny rodzajowe, martwe natury. Jego twórczość jest pełna nawiązań do tradycji hiszpańskiego malarstwa barokowego reprezentowanego przez twórców takich jak El Greco czy Francisco de Zurbaran. Artysta czerpie także inspiracje z utworów literackich, np. Boskiej komedii Dantego.

## Cykle malarskie i rysunkowe
Źródło: desa.pl

### Cykle malarskie
- "Wielki metafizyk" (1981)
- "Ni mas ni menos" (1984)
- "Poruszenie z postacią ekstatyczną" (1987–1989)
- "Martwa natura dla Dadleza" (1997)
- "Hedonista maluje Ukrzyżowanie" (1998–2001)
- "Personifikacje" (1998–2003)
- "Popielec" (2001–2004)

### Cykle rysunkowe
- "Dom misteriów" (1990)
- "Bajka paryska - Śmiej się dziadku" (1994)
- "Czy czyta pani Czycza czy Czycza pani zna" (1996–1999)
- "Inferno" (1993–2000)

## Wybrane wystawy
Źródło: Culture.pl
- 1978 – "Malarstwo" - Galeria Eksperyment, Akademia Ekonomiczna, Kraków
- 1980 – "Malarstwo" - Dworek Białoprądnicki, Kraków
- 1983 – "Dziesięć obrazów z roku 1980" - Galeria Trzech Obrazów, Akademia Sztuk Pięknych, Kraków; "Fons vitae" (pastel) - Galeria Papieskiej Akademii Teologicznej, Kraków
- 1985 – "Pastel" - Galeria Farbiarnia, Kraków; "Czarna seria" (malarstwo) - Galeria Trzech Obrazów, Akademia Sztuk Pięknych, Kraków; "Malarstwo i rysunek" - Galeria Stowarzyszenia Historyków Sztuki, Warszawa, Galeria Gil, Politechnika Krakowska, Kraków, Galeria Teatru Stu, Kraków; "Ni mas ni menos" - BWA, Puławy
- 1990 – "Dom Misteriów" (pastel i rysunek) - Galeria Sztuki Współczesnej Piotra Nowickiego, Warszawa; "Malarstwo i rysunek" - Galeria Anny i Jerzego Zimnych, Kraków
- 1992 – "Malarstwo" - BWA, Kielce, Muzeum Sztuki Współczesnej, Radom; "Malarstwo" (pastel) - Österreichbank, St. Ulrich
- 1994 – "Malarstwo" - Trybunał Koronny, Lublin
- 1995 – "Nostalgia Ekspresja" (malarstwo) - Galeria Kordegarda, Warszawa; Galeria Sztuki współczesnej, Zamek Żupny, Wieliczka; "Rysunek" - Galeria Gil, Politechnika Krakowska, Kraków
- 1996 – "Martwa natura da Dadleza" (malarstwo) - Galeria Garbary, Poznań
- 1997-1999 – "Rysunek" - BWA, Kielce; Galeria Zielona, Busko Zdrój; Galeria U Jaksy, Miechów; BWA Słupsk; BWA, Sandomierz; Galeria SBWA Test, Warszawa; Galeria Ostrołęka, Ostrołęka; Galeria C, Ciechanów; BWA, Nowy Sącz; Galeria El, Elbąg; BWA Bydgoszcz
- 2001 – "13 obrazów z bielą w tle" - Mała Galeria Państwowego Liceum Sztuk Plastycznych, Nałęczów; Obrazy z cyklu Personifikacje - Galeria Pryzmat, ZPAP, Kraków
- 2006 – "Grzegorz Bednarski: 'Piekło' według Dantego", Galeria Sztuki Współczesnej BWA Olsztyn, Królikarnia, Oddział Muzeum Narodowego w Warszawie, Włoski Instytut Kultury, w Krakowie, Zamek Książąt Pomorskich w Szczecinie
- 2007 – "Hedonista maluje Ukrzyżowanie", Galeria aTak, Warszawa
- 2010 – "Apokalipsa", Galeria Lipowa, Lublin